# オーストラリアン・スタンダード・ホワイト・ヌードル・ブレンド
オーストラリアン・スタンダード・ホワイト・ヌードル・ブレンド (Australian Standard White Noodle blend; ASWN blend; ASWNB) は、オーストラリアのうどん用小麦の銘柄である。
「ASWNB」の「ASWN」（オーストラリアン・スタンダード・ホワイト・ヌードル）は小麦の等級を、「B」（ブレンド）は混合であることを意味する。ASWNBはASWと呼ばれることがあるが、ASWはASWNとは別の等級であり、不正確である。
ASWNBは日本と韓国に輸出されている。ただし同じものではない。

## 等級
オーストラリアでは、小麦に以下の階級が認可されている。それぞれの語の意味も併せて記す（日本語での説明は仮のもの）。
| APH  | Australian Prime Hard            |
| AH   | Australian Hard                  |
| APW  | Australian Premium White         |
| APWN | Australian Premium White Noodle  |
| ASW  | Australian Standard White        |
| APWT | Australian Premium White T       |
| ASWN | Australian Standard White Noodle |
| ASFT | Australian Soft                  |
| ADR  | Australian Durum                 |

|            | A   | Australian | オーストラリア     |
| 種皮色     | W   | white      | 白                 |
| 硬さ       | H   | hard       | 硬質小麦           |
| 硬さ       | SFT | soft       | 軟質小麦           |
| 最終用途   | N   | noodle     | 麺（実質、うどん） |
| 種（しゅ） | DR  | durum      | デュラム小麦       |
| 総合評価   | P   | prime      | 最上               |
| 総合評価   | P   | premium    | 上                 |
| 総合評価   | S   | standard   | 並                 |

つまり、ASWNは、総合評価が並の (S) の、種皮が白い (W)、うどん用 (N) の等級である。うどん用でないASWと違い、タンパク質含有率が低い（9.2%～11.8%）、麺生地にしたときに色が（白く）安定している、などの条件が付く。
なお、日本ではASWNBをしばしばASWと呼ぶが、ASWNとASWは別の等級である。ASWは用途の広い階級で、特にパン、ナン、マントウなどに使われる、ASWNよりタンパク質含有率が高く（ただし小麦としては中程度～低め）。日本へはほとんど輸出していない。

## 混合
ASNWBは、製麺作業上、安定した品質を効率よく得られるよう、数品種を配合している。

### 日本
現在の日本向け製品では、2つの銘柄ANW (Australian Noodle White) とAPW (Australian Premium White) を ANW:APW = 60%:40% の比率で混合している。
ただし、APWが全オーストラリアで生産されるありふれた銘柄であるのに対し、ANWは西オーストラリア州だけで少量（2011/12年の州の小麦生産量の11%）が生産されているにすぎないので、不作の年は必要量を供給できず、混合率が低くなる。過去には、全オーストラリア的に不作だった2007年（2006/07年）の一時期に 40%:60%、西オーストラリア州を旱魃が襲った2011年（2010/11年）には 30%:70%に低下した。ANWはタンパク質含有量が低いので、ANWが不足するとASWNBのタンパク質は増加し、（製造・調理で調整しないと）うどんは固くなる。

### 韓国
韓国向けASNWBの混合比は ANW:APW = 40%:60% （2011年は 30%:70%）で、日本向けよりANWの比率が低い。

## 使用
昭和40年代以降、香川県のうどん用小麦の生産量が激減すると共に、その後40年余り、日本のうどん製麺業の主原料となった。
外麦（がいばく）でありながらも、その優れた低アミロース性は、讃岐うどんのような国内の代表格的なうどん業者の間で、さぬきの夢2000のような優秀な内麦（ないばく）が開発された現在もなお、主力であり続けている。